# Résolution 440 du Conseil de sécurité des Nations unies
Membres permanents
- Chine
- États-Unis
- France
- Royaume-Uni
- URSS

Membres non permanents
- Allemagne de l'Ouest
- Bolivie
- Canada
- Gabon
- Inde
- Koweït
- Mauritanie
- Nigéria
- Tchécoslovaquie
- Venezuela

Résolution no 439 Résolution no 441
La résolution 440 du Conseil de sécurité des Nations unies fut adoptée le 27 novembre 1978. Après avoir entendu un représentant de Chypre, le Conseil s'est déclaré profondément préoccupé par l'absence de progrès sur la question de la paix. La résolution a réaffirmé les résolutions 365, 367 et 410, appelant toutes les parties à veiller à appliquer les résolutions et à reprendre les négociations avec les Nations unies.
La résolution invitait également le Secrétaire général à suivre la situation et à lui faire un rapport avant le 30 mai 1979 afin que le Conseil de sécurité puisse réexaminer la situation en juin 1979.
Aucun détail sur le vote n'a été donné, si ce n'est qu'il a été adopté "par consensus".